# White City (Illinois)
White City es una villa ubicada en el condado de Macoupin en el estado estadounidense de Illinois. En el Censo de 2010 tenía una población de 232 habitantes y una densidad poblacional de 73,66 personas por km².

## Geografía
White City se encuentra ubicada en las coordenadas 39°4′14″N 89°46′11″O / 39.07056, -89.76972. Según la Oficina del Censo de los Estados Unidos, White City tiene una superficie total de 3.15 km², de la cual 3.14 km² corresponden a tierra firme y (0.33%) 0.01 km² es agua.

## Demografía
Según el censo de 2010, había 232 personas residiendo en White City. La densidad de población era de 73,66 hab./km². De los 232 habitantes, White City estaba compuesto por el 99.57% blancos, el 0% eran afroamericanos, el 0% eran amerindios, el 0.43% eran asiáticos, el 0% eran isleños del Pacífico, el 0% eran de otras razas y el 0% pertenecían a dos o más razas. Del total de la población el 0.43% eran hispanos o latinos de cualquier raza.